# Climax Studios
Climax Studios — британский разработчик видеоигр, базирующийся в Портсмуте. Студия наиболее известна своей работой над ролевой игрой 2004 года Sudeki, а также Silent Hill: Origins и Silent Hill: Shattered Memories.

## История
Climax была основана Карлом Джеффри 3 февраля 1988 года. Первоначально она была известна как Images Software Ltd., и её первоначальное внимание было сосредоточено на разработке и портировании игр для поколения домашних компьютеров, консолей и карманных компьютеров.
В октябре 1998 года Climax объявила о создании Climax PC Studio, дочерней студии, специализирующейся на разработке компьютерных игр. Другая подобная студия, Climax Game Boy World, была запущена во время E3 1999 и сосредоточилась на разработке портативных игровых устройств семейства Game Boy. Pixel Planet, брайтонская студия, основанная в сентябре 1999 года Тони Беквитом и Грегом Майклом, вступила в партнерство с Climax в ноябре 1999 года, в результате чего Pixel Planet стала частью Climax group, переименованной в Climax Brighton. За этим последовала базирующаяся в Ноттингеме Anthill Studios, которая была приобретена в июне 2000 года и переименована в «Climax Nottingham». Студия, под постоянным руководством основателя Пола Каррутерса, была назначена ответственной за игру Warhammer Online, основанную на франшизе Warhammer. К этому моменту основные студии в штаб-квартире Climax group в Фарехэме были объединены под названием «Climax Fareham». Брайтонская студия Climax переехала в Хоув в августе 2000 года. Когда в апреле 2001 года в студии Charybdis произошло значительное сокращение персонала, Climax объявила о своем намерении нанять 20 своих бывших сотрудников в Ноттингемскую студию. Climax также приобрела Syrox Developments в Кингстоне-на-Темзе в июне 2001 года. В июле 2001 года Джефф Хит был назначен председателем Climax.
Флагманская студия Climax Fareham переехала в Портсмут, в офисы в Gunwharf Quays centre, в июле 2002 года, переименовавшись в «Climax Solent». Административная часть Climax group осталась в Фарехеме. Пятая студия, базирующаяся в Венеции, Калифорния, была открыта в октябре 2003 года. В ноябре 2004 года Climax объединила свои студии в Лондоне и Соленте под названием «Climax Action» и переименовала Брайтонскую и Ноттингемскую студии в «Climax Racing» и «Climax Online» соответственно.
В 2006 году Konami объявила, что Climax Action работает над следующей частью популярной франшизы игр ужасов Silent Hill после того, как первоначальная команда, стоявшая за серией, внутренняя команда разработчиков Konami Team Silent, была расформирована. Она называлась Silent Hill: Origins и была анонсирована эксклюзивно для PlayStation Portable. В октябре 2007 года игра была выпущена с положительными отзывами. В 2008 году последовала версия игры для PlayStation 2.
Кингстонская студия Climax была закрыта в феврале 2008 года, оставив единственной оставшейся студией штаб-квартиру в Портсмуте.
В 2009 году было объявлено, что Climax работает над другой игрой Silent Hill для консоли Nintendo Wii под названием Shattered Memories. Игра была анонсирована как ремейк оригинальной игры Silent Hill, хотя термин «переосмысление» был использован, чтобы подчеркнуть, что она должна была предоставить совершенно новый опыт. Также были анонсированы более поздние версии для PlayStation 2 и PlayStation Portable.
В последние годы Climax разработала и опубликовала ряд игр для виртуальной реальности, включая Lola and The Giant (которая была представлена на мероприятии Google I / O’17), Bandit Six, Gun Sight, DCL: The Game и Dirt Rally 2.0, который был разработан совместно с Codemasters.
В 2007 году, после ходивших по индустрии слухов о возможной продаже компании, Джеффри подтвердил, что ему принадлежало 100 % акций студии, опровергнув любые слухи о приобретении. Позже студия будет приобретена Keywords Studios в апреле 2021 года за 47 миллионов фунтов стерлингов.

## Подразделения
- Climax PC Studio
- Climax Game Boy World
- Climax Online
- Climax Kingston
- Climax Action
- Climax Racing[22]